# Rosenberger von Rosenegg

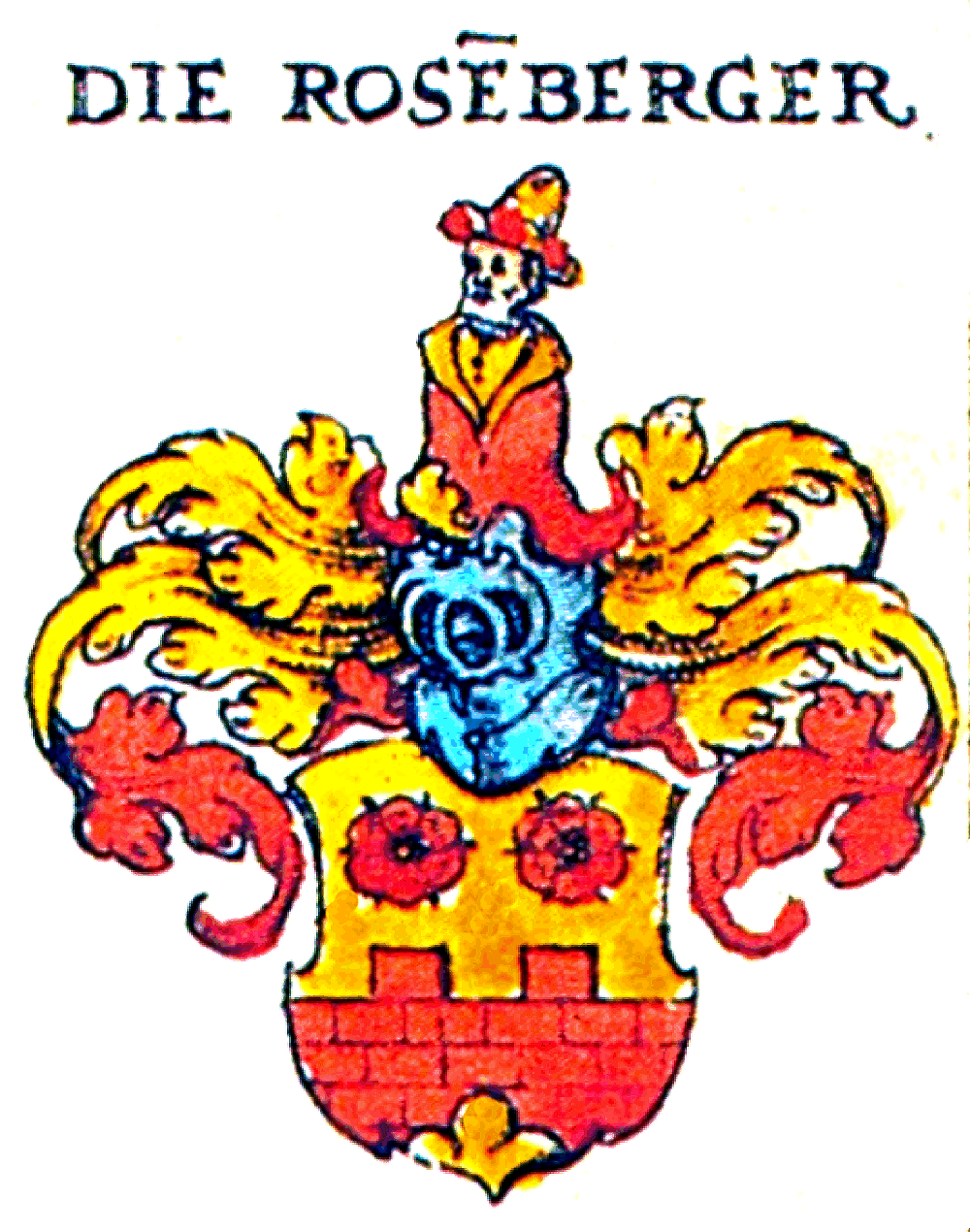
Wappen der Rosenberger in Johann Siebmachers Wappenbuch von 1605

Rosenberger von Rosenegg war der Name eines ursprünglich bürgerlichen später briefadeligen Geschlechts aus Augsburg das durch den Bergbau sowie den Geld- und Warenhandel zu Reichtum kam. Die Rosenberger sind zu unterscheiden von den Uradelsgeschlechtern Rosenberg und Rosenegg, zu denen keine Verwandtschaft bestand.

## Geschichte
Nach eigener Aussage stammte die ursprünglich bürgerlich-protestantische Familie aus Sulzbach-Rosenberg bei Nürnberg. Aus einem beigelegten Schriftstück des Adels- und Wappenbrief vom 30. September 1547 geht hervor, dass sich der Familienname Rosenberger von Schloss Rosenberg bei Sulzbach ableiten soll. 1487 erhielten Hans und Ulrich Rosenberger in Nürnberg einen Wappenbrief. Der Münzmeister von Schwabach Hans Rosenberger (* Amberg; † 20. März 1510) stiftete 1505 in der Stadtkirche St. Johannes und St. Martin das Sakramentshaus und die Rosenbergerkapelle in der sich sein Grabstein befindet. Sein Neffe Marquart Rosenberger († 14. Februar 1536 in Nürnberg) war von 1510 bis 1512 Münzmeister in Schwabach und von 1512 bis 1516 in Nürnberg.
Die Söhne von Marquart gründeten in der Reichsstadt Augsburg eine Handelsgesellschaft und stiegen durch ihre Ehen mit Augsburger Patrizierinnen in die höhere Gesellschaft auf. Der Kaufmann Hans Rosenberger († 29. November 1565 in Kitzbühel) heiratete 1531 in Augsburg Kunigunda Manlich, Witwe des Hans Manlich, geb. Bimmel (stammte aus dem bedeutenden Augsburger Handelshaus Pimmel), 1543 sein Bruder Christoph Rosenberger in Augsburg Susanna Herwart und 1557 der jüngste Bruder Marquart Rosenberger in Augsburg Sibilla Baumgartner zu Schwangau. Durch den Tiroler Bergbau sowie den internationalen Geld- und Warenhandel zu Reichtum gekommen, erbauten die Rosenberger in Fieberbrunn im Pillerseetal die Ansitze Alt- und Neurosenegg sowie im Zell am See den Ansitz Rosenberg, für die sie die Freiung erhielten. Die Rosenberger besaßen Berg- und Hüttenwerke in Tirol und zeitweise auch im böhmischen Sankt Joachimsthal sowie Handelsniederlassungen von Lissabon bis Moskau. 1613 gründete der Augsburger Silber- und Bleibergbauunternehmer Hans Marquart Rosenberger von Rosenegg ein Eisenwerk am Pillersee. Die Tochter von Carl Rosenberger, Katharina heiratete 1621 den Augsburger Stadtpfleger und kaiserlichen Rat Leonhard Weiss. Am 6. Februar 1622 wurde den Brüdern und Vettern Johann Marquard, Carl, Johann Christoph und Johann Rosenberger von Rosenegg in Innsbruck der rittermäßige Adelsstand von 1559 bestätigt. Des Weiteren erhielten sie die Lehensberichtigung, das Brau- und Schankrecht, sowie das Recht Bergbau zu betreiben. Seit der Reformationszeit Protestanten, musste die Familie 1627 Tirol aus Glaubensgründen verlassen. Darauf erhob am 14. August 1697 Kaiser Leopold I. in Wien den niederösterreichischen Kammerbuchhalter Christoph Rosenberger mit dem Prädikat „Edler von Rosenbergen“ in den erbländischen und Reichsritterstand. Das Geschlecht dürfte im 17. oder 18. Jahrhundert erloschen sein.

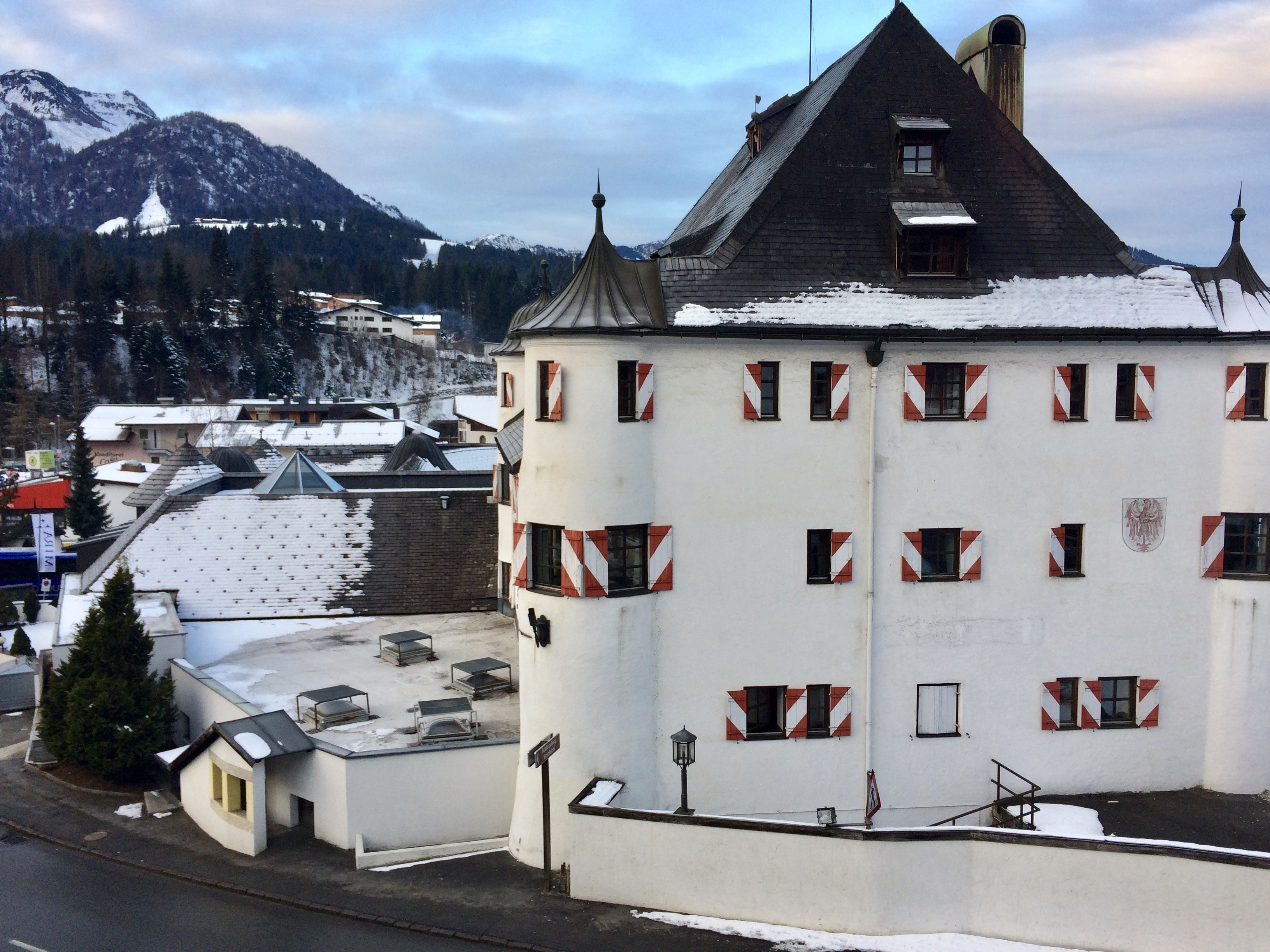
Schloss Rosenegg

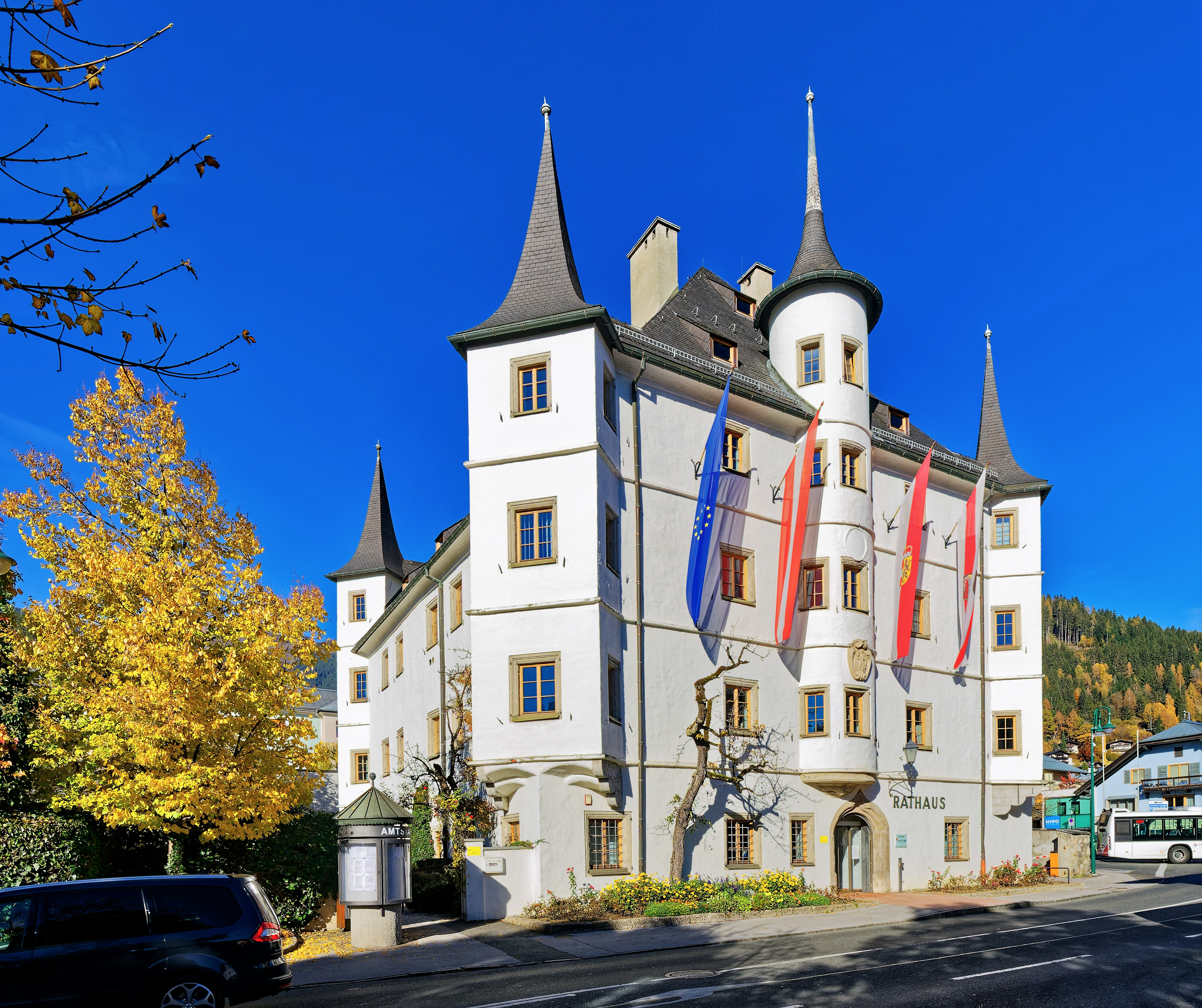
Schloss Rosenberg

## Besitzungen
- Schloss Altorsenegg in Fieberbrunn (1553–?)
- Schloss Rosenberg in Zell am See (Ende des 16. Jahrhunderts – 1640)
- Schloss Neurosenegg in Fieberbrunn (1634–?)[14]

## Wappen
„Wappen: In Gold auf goldenem Dreiberg eine gezinnte rote Mauer, darüber zwei rote Rosen. Helmzier: Ein rot gekleideter Mannesrumpf mit goldenen Aufschlägen, mit rot aufgeschlossenem goldenen Spitzhut. Helmdecken: rot-grün“

Eine Wappenverwandtschaft besteht zu den kurländischen von Rosenberger.

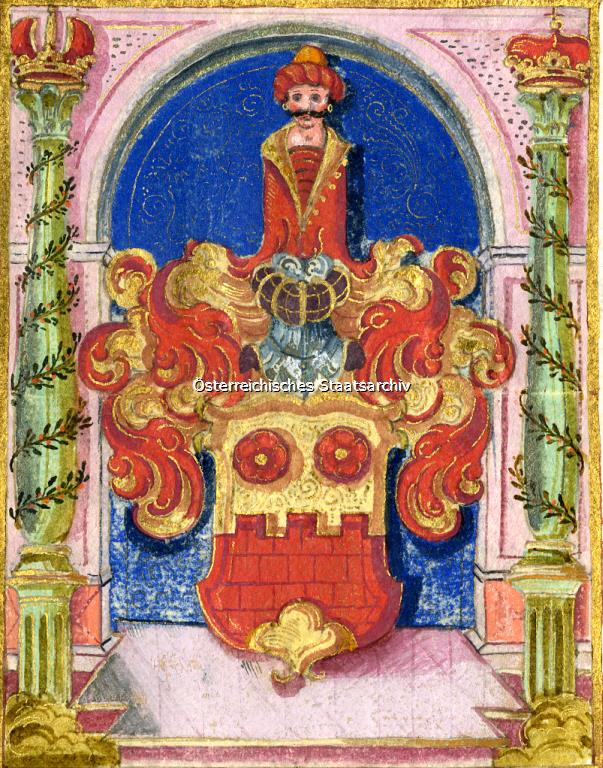
Wappen der Rosenberger von Rosenegg (1622)
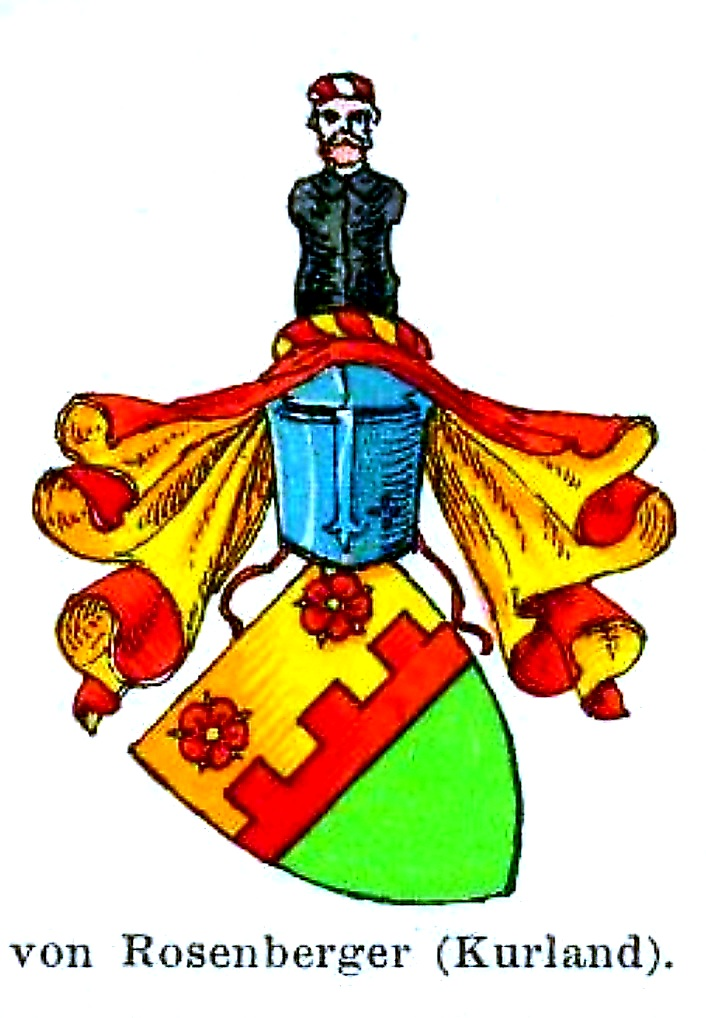
Wappen der Rosenberger (Kurland)
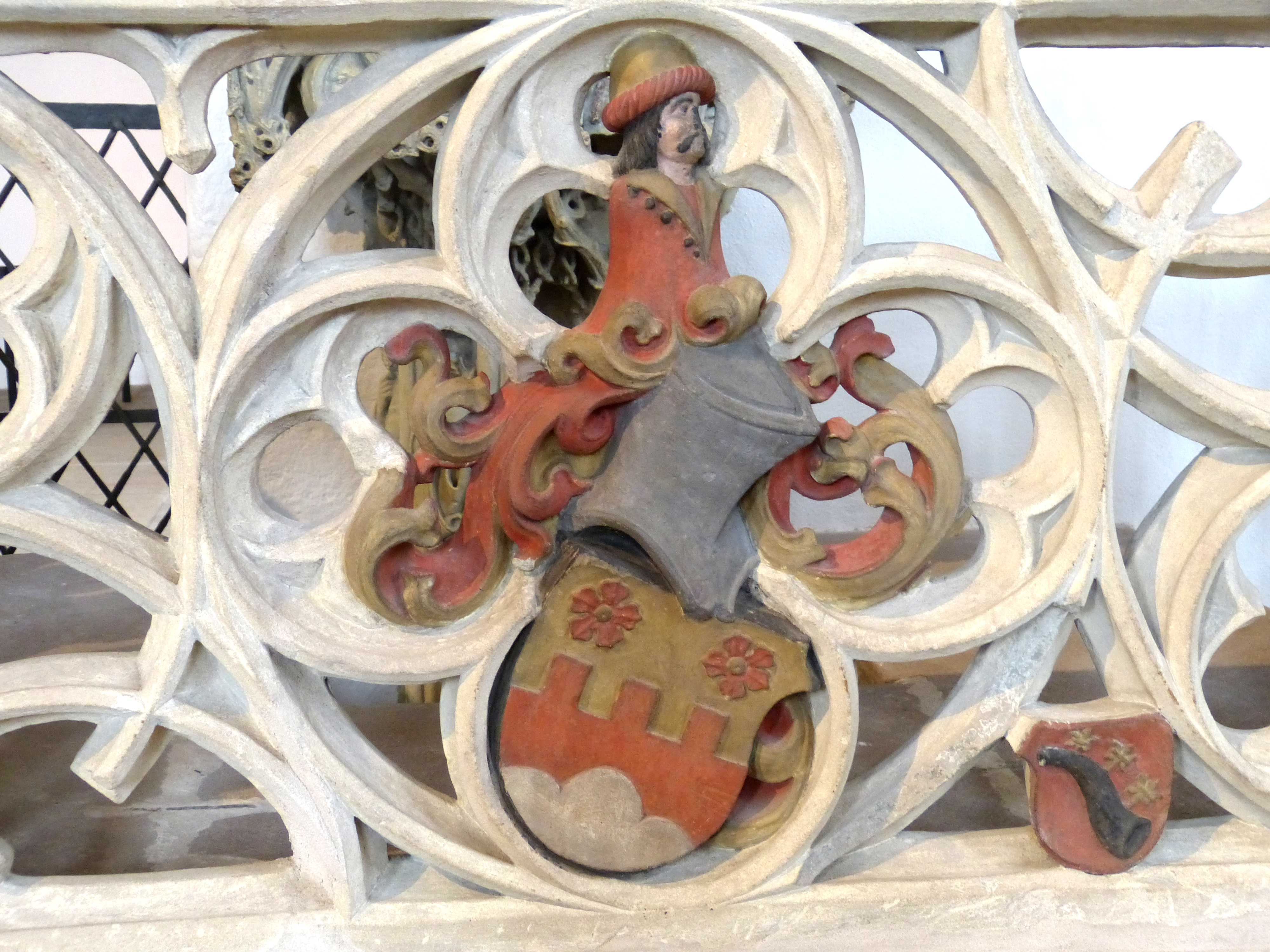
Wappen am Sakramentshäuschen in Schwabach

## Genealogie (Auswahl)
1. Marquart I. Rosenberger (1480–1536), ⚭ 1506 Clara Ehinger
  1. Hans II. Rosenberger (1510–1565), ⚭ 1531 Kunigunda Pimmel
    1. Carl Rosenberger (* 1534), ⚭ Susanna Zott
      1. Hans Marquart Rosenberger (1565–1627), ⚭ NN
      2. Katharina Rosenberger († 1659), ⚭ 1621 Leonhard Weiss

    2. Hans III. Rosenberger (1544–1604), ⚭ Felicitas Rauchenberger
      1. Anna Maria Rosenberger, ⚭ 1639 Johann Melchior Manlich

  2. Anna Rosenberger, ⚭ 1536 Hans Ebner IV.
  3. Christoph I. Rosenberger (1517–1547), ⚭ 1543 Susanna Herwart
    1. Georg Rosenberger (1543–1622), ⚭ 1568 Regina Schorer
    2. Christoph II. Rosenberger (1544–1587), ⚭ 1570 Felicitas Sailer

  4. Marquart II. Rosenberger (1535–1565), ⚭ 1557 Sibilla Baumgartner
    1. Anna Rosenberger († 1638), ⚭ 1581 Hans Heinrich Herwart

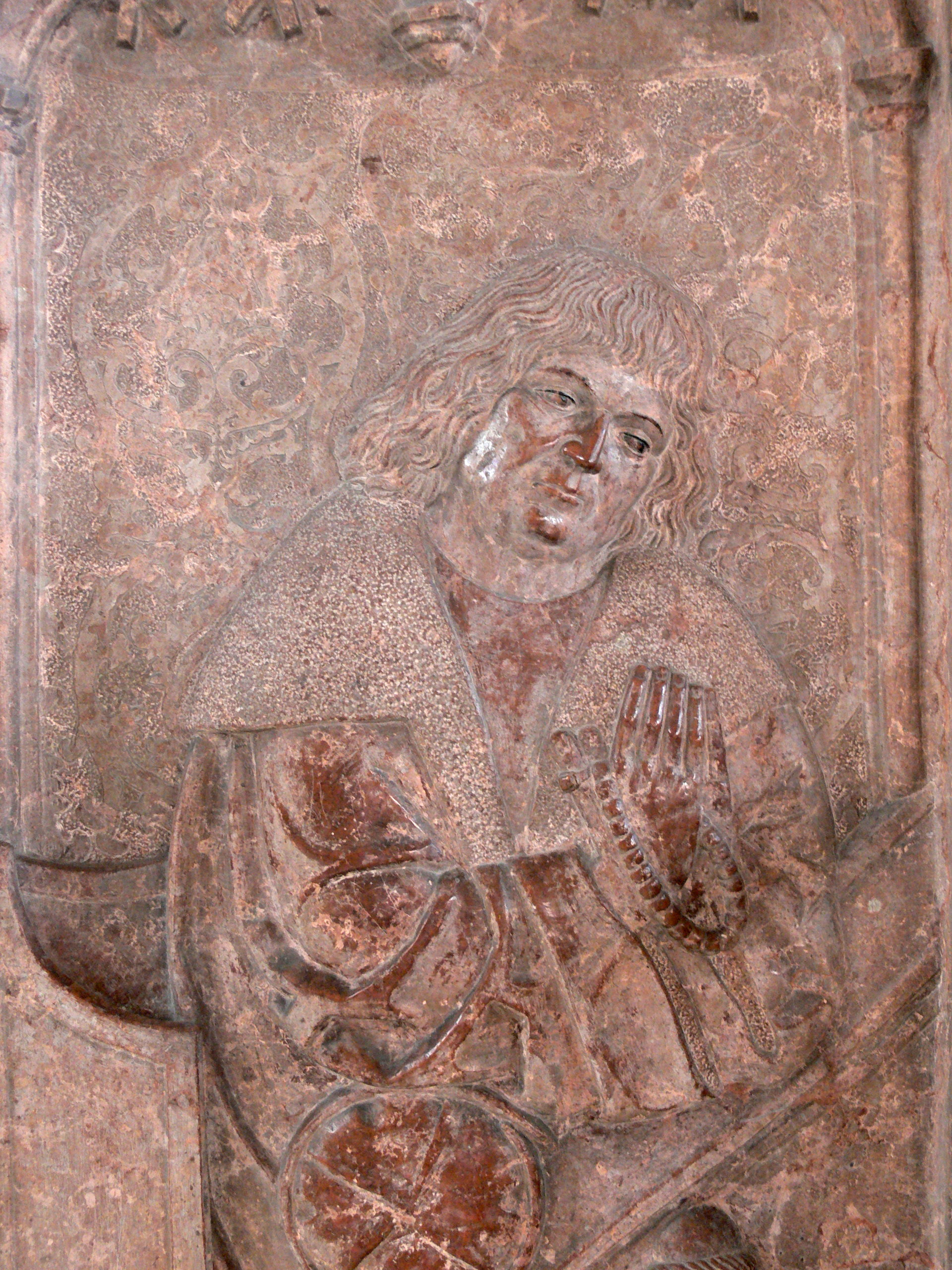
Epitaph des Münzmeisters Hans Rosenberger († 1510)
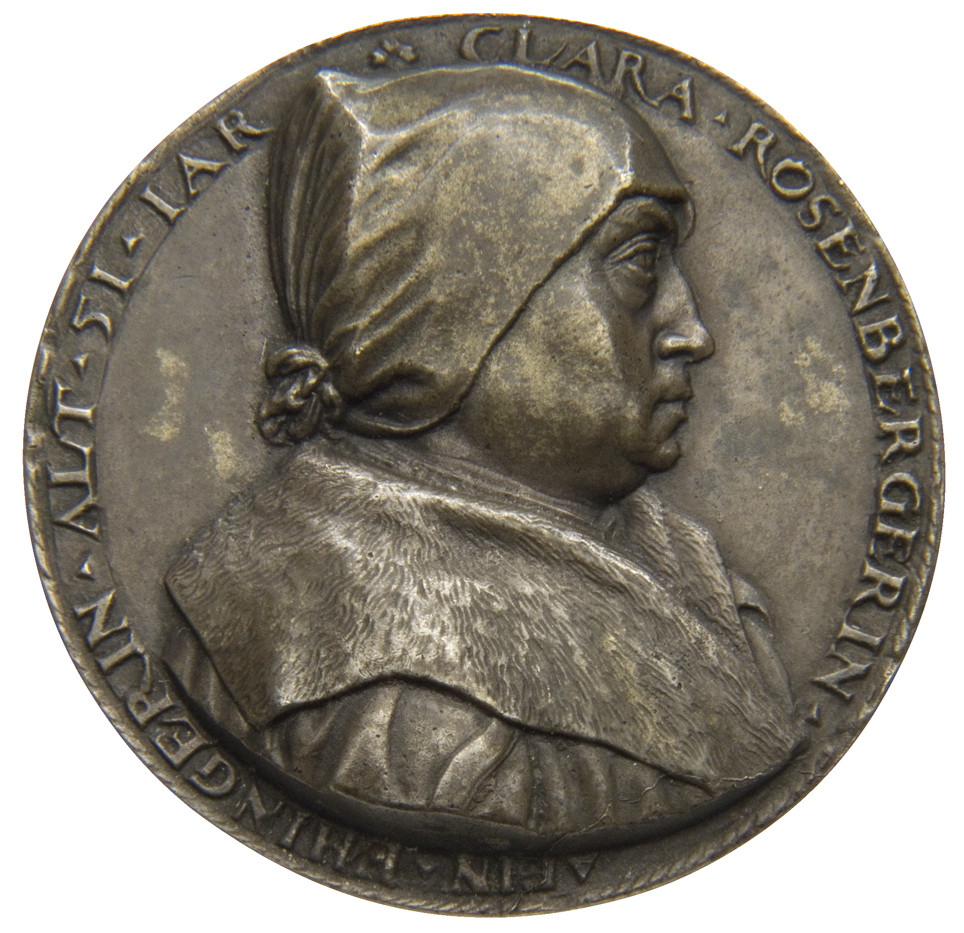
Clara Rosenberger geb. Ehinger; ⚭ 1506 Marquart Rosenberger, Münzmeister
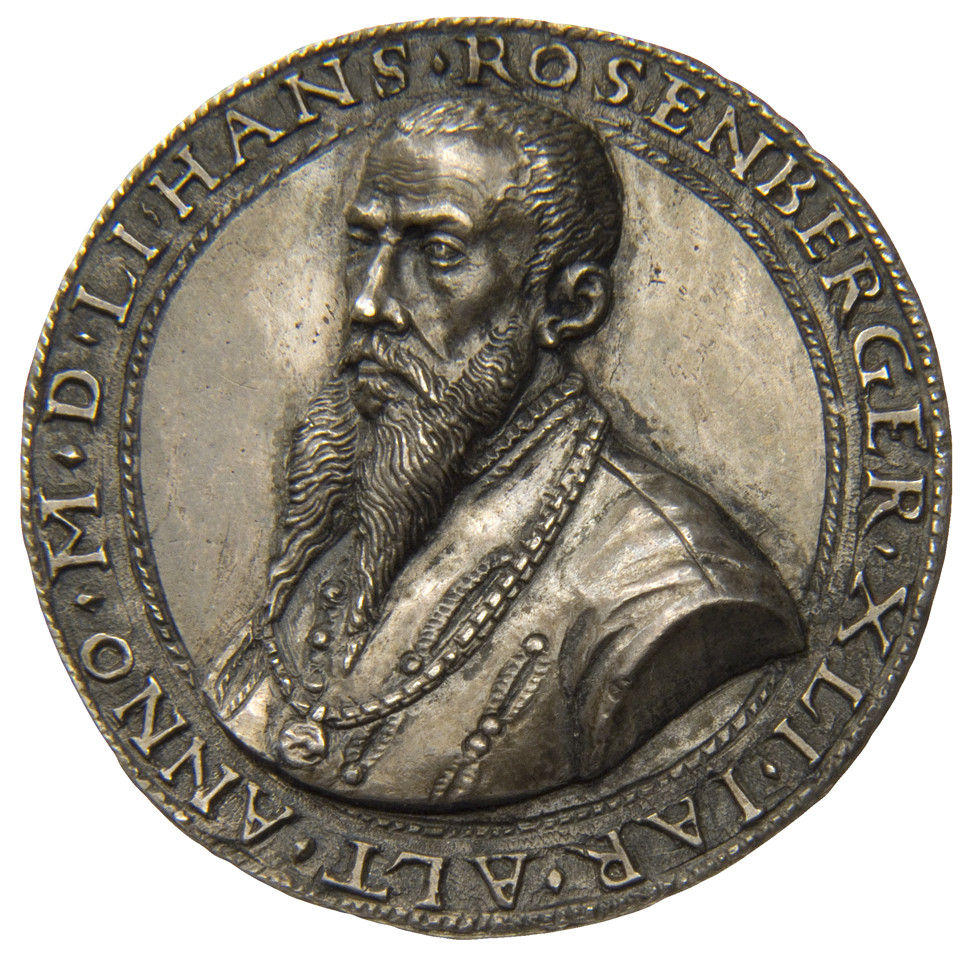
Hans Rosenberger (1510– 1565), Schaumünze
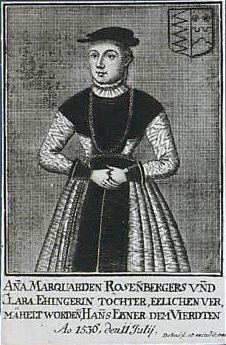
Anna Rosenberger († vor oder 1541), Tochter des Marquart Rosenberger; ⚭ 1536 Hans IV. Ebner